# 개원중학교 축구부
개원중학교 축구부는 서울특별시에 위치한 개원중학교의 축구부이다.

## 같이 보기
- 개원중학교